# Attila
Attila é uma ópera em um prólogo e três atos de Giuseppe Verdi com libreto italiano de Temistocle Solera, baseado na história Attila, König der Hunnen ( "Attila, Rei dos hunos") de Zacharias Werner. A ópera recebeu a sua primeira atuação no Teatro La Fenice em Veneza, em 17 de março de 1846.
| Papel                                                                                         | Voz      | Estreia 17 de março de 1846 (Maestro: - ) |
| --------------------------------------------------------------------------------------------- | -------- | ----------------------------------------- |
| Attila, Rei dos Hunos                                                                         | baixo    | Ignazio Marini                            |
| Uldino, Bretão escravo de Attila                                                              | tenor    | Ettore Profili                            |
| Odabella, filha do Barão de Aquileia                                                          | soprano  | Sophie Loewe                              |
| Ezio, General Romano                                                                          | barítono | Natale Costantini                         |
| Foresto, um Cavaleiro da Aquileia                                                             | tenor    | Carlo Guasco                              |
| Papa Leão I                                                                                   | baixo    | Giuseppe Romanelli                        |
| capitães, reis e soldados Hunos, sacerdotisas, aquileus, soldados romanos e população de Roma |          |                                           |

## Gravações Selecionadas
| Ano  | Cast (Atilla, Foresto, Odabella, Ezio)                                       | Maestro, Sala de Ópera e Orquestra                                                                     |                                         |
| ---- | ---------------------------------------------------------------------------- | --- | --------------------------------------- |
| 1972 | Ruggero Raimondi, Carlo Bergonzi (tenor), Christina Deutekom, Sherill Milnes | Lamberto Gardelli, Royal Philharmonic Orchestra, Ambrosian Singers and Finchley Children's Music Group | Audio CD: Philips Cat: 412-875-2        |
| 1991 | Samuel Ramey, Neil Shicoff, Cheryl Studer, Giorgio Zancanaro                 | Riccardo Muti, Teatro alla Scala Orchestra and Chorus                                                  | Audio CD: EMI Cat:                      |
| 1991 | Samuel Ramey, Kaludi Kaludov, Cheryl Studer, Giorgio Zancanaro               | Riccardo Muti, Teatro alla Scala Orchestra and Chorus                                                  | DVD: Image Entertainment Cat: 4360PUDVD |
| ?    | Yevgeny Nesterenko, Lajos Miller, Sylvia Sass, János B. Nagy                 | Lamberto Gardelli, Hungarian State Orchestra Hungarian Radio and Television Chorus                     | Audio CD: Hungaroton Cat:               |
| 2001 | Ferruccio Furlanetto, Carlo Ventre, Dimitra Theodossiou, Alberto Gazale      | Donato Renzetti, Teatro Lirico Giuseppe Verdi, Trieste Orchestra and Chorus                            | Audio CD: Dynamic Cat: CDS 372/1-2      |